# Bernard Devauchelle
Pour les articles homonymes, voir Devauchelle.
Bernard Devauchelle, né le 11 mars 1950 à Amiens, est un médecin et professeur de médecine français, chef du service de chirurgie maxillofaciale du CHU d'Amiens.
Membre de nombreuses institutions scientifiques et membre associé de l'Académie nationale de chirurgie, il siège dans le comité éditorial de plusieurs revues internationales.

## Biographie
Avec son équipe, dont Sylvie Testelin du CHU d'Amiens et Benoît Lengelé de l'université catholique de Louvain, qui a réalisé le 27 novembre 2005 la première greffe partielle du visage sur une jeune femme défigurée par son chien, Isabelle Dinoire.
Le magazine économique Challenges du 31 août 2006 dans son palmarès des « 100 personnalités mondiales dont l'action, les convictions ou les intuitions influent sur la marche du monde » fait figurer parmi les 10 scientifiques retenus, Bernard Devauchelle avec le commentaire suivant : « Lui c'est la face des gens qu'il change ».
Il est depuis 2009 le directeur administratif de l'Institut de formation en orthophonie de l'université de Picardie Jules-Verne.
Le 7 mai 2022, à Amiens, a lieu l'inauguration de l'Institut Faire Faces. Ce bâtiment de 3 400 m2 initié par Bernard Devauchelle et son équipe, à la suite de la première greffe du visage. Les objectifs de cet Institut sont la formation, la sensibilisation du grand public au handicap facial, et la recherche. L’Institut travaille en collaboration avec SimUSanté©, le pôle d’excellence dans le domaine de la pédagogie active et de la simulation en santé basé à Amiens.

## Décorations
- Chevalier de la Légion d'honneur (2006)[1]
- Officier de l'ordre des Palmes académiques (2011)[1]

## Distinctions
- Membre de l'Académie nationale de chirurgie (2000)[1]
- Membre du Collège royal de chirurgie de Londres (2001)[1]
- Membre de l'Académie allemande des sciences Leopoldina (2005)[1]
- Docteur honoris causa de l'université catholique de Louvain (2008)[1]
- Prix de l'Excellence française (2009)
- Membre de l'Académie des sciences, des lettres et des arts d'Amiens (2013)[1]